# Niedźwiedź (ssaki)
Niedźwiedź (Ursus) – rodzaj dużych ssaków drapieżnych z podrodziny Ursinae w obrębie rodziny niedźwiedziowatych (Ursidae).

## Rozmieszczenie geograficzne
Rodzaj obejmuje gatunki występujące w Eurazji, Ameryce Północnej oraz Arktyce.

## Morfologia
Długość ciała 110–280 cm, ogona około 6–21 cm; masa ciała samic 35–340 kg, samców 60–800 kg (dotyczy tylko żyjących współcześnie gatunków).

## Systematyka
Rodzaj zdefiniował w 1758 roku szwedzki przyrodnik Karol Linneusz w pierwszej części dziesiątego wydania Systema Naturae – publikacji poświęconej systematyce przyrodniczej. Linneusz wymienił cztery gatunki – Ursus arctos Linnaeus, 1758, Ursus luscus Linnaeus, 1758, Ursus meles Linnaeus, 1758 i Ursus lotor Linnaeus, 1758 – z których gatunkiem typowym jest (Linneuszowska tautonimia) Ursus arctos Linnaeus, 1758 (niedźwiedź brunatny).

### Etymologia
- Ursus: łac. ursus ‘niedźwiedź’[25].
- Danis: gr. δανός danos ‘spalony, suchy’; pochodzenie nazwy niejasne, być może odnosi się do koloru sierści lub siedliska zwierzęcia[26]. Gatunek typowy (oznaczenie monotypowe): Ursus ferox Desmarest, 1817 (= Ursus horribilis Ord, 1815).
- Thalarctos (Thalassarctos, Thalassarctus): gr. θαλασσα thalassa, θαλασσης thalassēs ‘morze’; αρκτος arktos ‘niedźwiedź’[27]. Gatunek typowy (oznaczenie monotypowe): Ursus polaris G. Shaw, 1792 (= Ursus maritimus Phipps, 1774).
- Spelaeus: gr. σπηλαιον spēlaion ‘pieczara, jaskinia’[28]. Gatunek typowy (oznaczenie monotypowe): Spelaeus antiquorum Brookes, 1828 (= Ursus spelaeus Rosenmüller, 1794).
- Spelaearctos: gr. σπηλαιον spēlaion ‘pieczara, jaskinia’; αρκτος arktos ‘niedźwiedź’[28]. Gatunek typowy: Geoffroy Saint-Hilaire w oryginalnym opisie nie wymienił żadnego gatunku proponując tylko wstępną nazwę dla wymarłych niedźwiedzi.
- Euarctos: gr. ευ eu ‘typowy’; αρκτος arktos ‘niedźwiedź’[29]. Gatunek typowy (oznaczenie monotypowe): Ursus americanus Pallas, 1780.
- Myrmarctos: gr. μυρμηξ murmēx, μυρμηκος murmēkos ‘mrówka’; αρκτος arktos ‘niedźwiedź’[30]. Gatunek typowy (oznaczenie monotypowe): Myrmarctos eversmanni J.E. Gray, 1864 (= Ursus arctos Linnaeus, 1758).
- Thalassiarchus: gr. θαλασσα thalassa, θαλασσης thalassēs ‘morze’; αρχος arkhos ‘władca, szef’, od αρχω arkhō ‘rządzić’[10]. Gatunek typowy (oznaczenie monotypowe): Ursus polaris G. Shaw, 1792 (= Ursus maritimus Phipps, 1774).
- Melanarctos: gr. μελας melas, μελανος melanos ‘czarny’[31]; αρκτος arktos ‘niedźwiedź’[32]. Gatunek typowy: Melanarctos cavifrons Heude, 1901 (= Ursus arctos Linnaeus, 1758).
- Ursarctos: zbitka wyrazowa nazwy gatunkowej Ursus arctos Linnaeus, 1758[33]. Gatunek typowy (oznaczenie monotypowe): Ursus arctos yesoensis Lydekker, 1897 (= Ursus arctos Linnaeus, 1758).
- Mamursus: modyfikacja zaproponowana przez meksykańskiego przyrodnika Alfonso Luisa Herrerę w 1899 roku polegająca na dodaniu do nazwy rodzaju przedrostka Mam (od Mammalia)[34].
- Selenarctos: gr. σεληνη selēnē ‘księżyc’[35]; αρκτος arktos ‘niedźwiedź’[32]. Gatunek typowy: Heude wymienił cztery gatunki – Ursus japonicus[e] Schlegel, 1857, Selenarctos mupinensis[e] Heude, 1901, Selenarctos leuconyx Heude, 1901 (= Ursus thibetanus G. Cuvier, 1823) i Selenarctos ussuricus[e] Heude, 1901 – nie wskazując typu nomenklatorycznego.
- Arcticonus: gr. αρκτος arktos ‘niedźwiedź’[32]; εικων eikōv, εικονος eikonos ‘obraz, wizerunek’[36]. Gatunek typowy (oryginalne oznaczenie): Ursus thibetanus Cuvier, 1823.
- Vetularctos: łac. vetula ‘staruszka’[37]; αρκτος arktos ‘niedźwiedź’[32]. Gatunek typowy (oryginalne oznaczenie): Vetularctos inopinatus Merriam, 1918 (= Ursus arctos Linnaeus, 1758).
- Mylarctos: gr. μυλη mulē ‘ząb trzonowy’[38]; αρκτος arktos ‘niedźwiedź’[32]. Gatunek typowy (oznaczenie monotypowe): Ursus pruinosus[f] Blyth, 1854.
- Protarctos: gr. πρωτος prōtos ‘pierwszy, przed’[39]; αρκτος arktos ‘niedźwiedź’[32]. Gatunek typowy (oryginalne oznaczenie): †Ursus böckhi[g] Schlosser, 1899
- Ursulus: rodzaj Ursus Linnaeus, 1758; łac. przyrostek zdrabniający -ulus[19]. Gatunek typowy (oryginalne oznaczenie): †Ursus minimus Devèze & Bouillet, 1827.

### Podział systematyczny
Rodzaj Ursus wydaje się parafiletyczny w stosunku do Helarctos i Melursus, co sugeruje, że najlepiej byłoby je włączyć do rodzaju Ursus, dlatego zachodzi potrzeba dodatkowych badań by ustalić ten podział. Do rodzaju należą następujące występujące współcześnie gatunki:
| Podrodzaj   | Grafika | Gatunek          | Autor i rok opisu | Nazwa zwyczajowa      | Podgatunki                         | Rozmieszczenie geograficzne | Podstawowe wymiary                        | Status IUCN |
| ----------- | ------- | ---------------- | ----------------- | --------------------- | ---------------------------------- | --- | ----------------------------------------- | ----------- |
| Selenarctos |         | Ursus thibetanus | G. Cuvier, 1823   | niedźwiedź himalajski | 7 podgatunków                      | południowo-wschodni Iran, północny Afganistan, południowy i północny Pakistan, południowe Himalaje (Indie, Nepal i Bhutan) do kontynentalnej części południowo-wschodniej Azji (na południe do południowej Tajlandię), Chińska Republika Ludowa, Rosja (Rosyjski Daleki Wschód), Półwysep Koreański, południowa Japonia (Honsiu i Sikoku), Tajwan; zakres wysokości 0–4300 m n.p.m. | DC: 110–190 cm DO: do 12 cm MC: 35–200 kg | VU          |
| Euarctos    |         | Ursus americanus | Pallas, 1780      | niedźwiedź czarny     | gatunek monotypowy                 | w całej Kanadzie, bardzo fragmentarycznie, od kontynentalnych Stanów Zjednoczonych po większą część północnego Meksyku; reintrodukowany i rekolonizowany w całych Stanach Zjednoczonych; zakres wysokości 0–3500 m n.p.m. | DC: 120–190 cm DO: do 12 cm MC: 40–225 kg | LC          |
| Ursus       |         | Ursus arctos     | Linnaeus, 1758    | niedźwiedź brunatny   | 19 podgatunków (w tym 5 wymarłych) | północno-zachodnia Ameryka Północna, Europa, północna, zachodnia i środkowa Azja, ostoje w Rosji, w Alasce (Stany Zjednoczone) i Kanadzie, w pozostałej części małe i izolowane populacje; ponownie wprowadzony do Pirenejów i Alp; zakres wysokości 0–5000 m n.p.m. | DC: 150–280 cm DO: 6–21 cm MC: 80–550 kg  | LC          |
| Ursus       |         | Ursus maritimus  | Phipps, 1774      | niedźwiedź polarny    | gatunek monotypowy                 | Ocean Arktyczny w Alasce (Stany Zjednoczone), w Kanadzie, na Grenlandii, wyspach Svalbardu i w Rosji; obserwowany w odległości 0,5° od bieguna północnego | DC: 180–280 cm DO: 6–13 cm MC: 150–650 kg | VU          |

Kategorie IUCN:  LC  – gatunek najmniejszej troski,  VU  – gatunek narażony.
Opisano również gatunki wymarłe:
- Ursus abstrusus Bjork, 1970[42] (Ameryka Północna; neogen).
- Ursus bibersoni Ennouchi, 1957[43] (Afryka; plejstocen)
- Ursus deningeri Reichenau, 1904[44] (Europa; plejstocen).
- Ursus etruscus G. Cuvier, 1823[45] (Eurazja, Ameryka Północna; pliocen–plejstocen).
- Ursus ingressus Rabeder, Hofreiter, Nagel & Withalm, 2004[46] (Europa; plejstocen).
- Ursus kudarensis Baryshnikov, 1985[47] (Azja; plejstocen).
- Ursus minimus Devéze & Bouillet, 1827[48] (Europa; pliocen–plejstocen).
- Ursus minutus P. Gervais, 1852[49] (Europa; pliocen).
- Ursus praepriscus Mottl, 1951[50] (Europa; plejstocen).
- Ursus savini C.W. Andrews, 1922[51] (Europa; plejstocen).
- Ursus spelaeus Rosenmüller, 1794[52] – niedźwiedź jaskiniowy (Europa; plejstocen).
- Ursus tanakai Shikama, 1949[53] (Azja; plejstocen).
- Ursus vitabilis Gidley, 1914[54] (Ameryka Północna; plejstocen).